# 土肥謙蔵

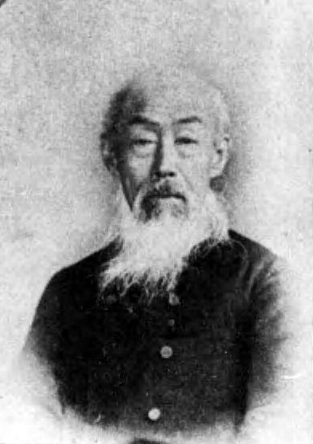
土肥謙蔵

土肥 謙蔵（どひ けんぞう、文政10年（1827年） - 明治33年（1900年）3月20日）は、江戸時代後期の儒学者で鳥取藩士。旧名・田村晋三。号・石斉。別名・土肥實匡（さねまさ）。安政元年（1854年）藩儒土肥氏の養子となる。土肥氏は桓武平氏良文流で源頼朝の武将であった土肥実平の一族とされる。

## 経歴
因幡国鳥取藩の藩士で優秀な儒学者であり、御儒者となって江戸学問所に勤め、御居間講釈、池田慶徳夫人に進講をするなどした。鳥取藩の周旋方頭取となって尊皇攘夷活動に邁進。明治維新後は木戸孝允、西郷隆盛らと共に明治維新政府、徴士参与に選ばれ、内国事務局判事、刑法官判事、甲府県権知事を経て甲府県第二代知事・山梨県初代県令に抜擢され、後1890年には元老院議官にも就いた。

### 土肥県令と大小切騒動
江戸時代から続く金納税制である大小切税法の廃止を発端に起きた田安領一揆では、権知事の実匡が政府民部省から派遣された監督大佑塩谷良翰と共に両者の間を仲介して、田安家に自主的な領地返上を約束させたため、1870年（明治3年）5月に田安領は甲府県へ編入された。この一連の騒動は「御一新」として褒め讃えられ実匡は名君として崇められることになる。
1872年（明治5年）に起こった大小切騒動では、県庁では一揆勢を抑え込む兵力が無かったため、陸軍省へ出兵を要請し、一揆勢には訴えを認める黒印状を与えて融和を図った。一揆勢の大半は帰還、勢力が弱った一揆勢は方々で打ち壊しを行うにとどまった。
8月末に兵が到着すると、土肥県令は村役人らを恵林寺（甲州市塩山小屋敷）に集合させ、黒印状を没収し一揆の指導者や参加者への厳正な処罰を実行する。土肥は騒動の収拾のため県庁広報誌である『峡中日報』（のちの山梨日日新聞）を県民に読み聞かせる新聞解話会を行い人心の掌握を試みた。これにより甲斐では一揆が起こることはなかったが、後任の県令・藤村紫朗の県政に反対する動きとして自由民権運動が発生した。
大小切税法廃止による税負担軽減のため巨摩郡日野原（現北杜市、旧北巨摩郡長坂町）の開拓などを計画するが、体裁を重んじた明治政府は1873年（明治6年）1月24日に実匡に対して騒動の責任を取らせる形で免官となる。人々に惜しまれながらの免官であった。実匡が考案した開拓事業は後任の藤村紫朗知事によって殖産興業政策として推進された。退官後は鳥取藩史の編纂にも従事している。

## 栄典
- 1890年（明治23年）6月19日 – 従四位[2]
- 1900年（明治33年）3月19日 – 正四位[3]